# Yuen Sin Ying
Yuen Sin Ying (chinesisch 袁倩瀅, Pinyin Yuán Qiànyíng; * 13. Januar 1994) ist eine Badmintonspielerin aus Hongkong.

## Karriere
Yuen Sin Ying nahm 2010, 2011 und 2012 an den Badminton-Juniorenweltmeisterschaften teil. 2013 und 2014 startete sie bei den Badminton-Asienmeisterschaften. Bei der Hong Kong Super Series war sie 2010, 2011, 2012 und 2013 am Start. Bei den Macau Open 2013 stand sie im Viertelfinale, bei den Vietnam Open 2013 im Achtelfinale.